# Adolf Kajpr
Adolf Kajpr (Hředle, 5 luglio 1902 – Leopoldov, 17 settembre 1959) è stato un presbitero ceco, gesuita ed editore di pubblicazioni cattoliche.
Predicatore fervente, confessore, leader spirituale e pubblicista, espresse le sue idee non solo sui temi centrali della fede cattolica, ma anche su tematiche sociali e della politica a lui contemporanea. Fu imprigionato per le sue opinioni dai nazisti (1941-1945) e dai comunisti (1950-1959). Dopo nove anni di prigionia, nelle carceri comuniste, morì all'età di 57 anni in odore di santità e martirio.

## Biografia

### Infanzia e gioventù (1902-1927)
Adolf Kajpr nacque il 5 luglio 1902 a Hředle, fu battezzato il 12 luglio 1902 nella Chiesa di San Lorenzo (sv. Vavřinec) nel vicino paese di Žebrák. I genitori Adolf (1859-1906) e Anna Kytková (1861-1905) avevano in affitto una taverna e una macelleria a Hředle. Dopo la morte della madre, il padre tornò al paese natio di Bratronice con i figli ma morì poco tempo dopo. Del ragazzo divenuto orfano si occupò la zia Klara, una donna buona e severa e il marito Josef Bůžek. Adolf crebbe nella fede cristiana. Dal 1908 al 1916 studiò in una scuola pubblica in seguito,però, dovette abbandonarla per motivi economici.  Si occupò di umili lavori, imparò  il mestiere di calzolaio e alla fine tornò a studiare nel vicino paese di Roučmídův mlýn.  Mostrava un grande interesse per lo studio e si preparò da autodidatta per poter accedere al liceo. Nel 1924-26 prestò servizio nell'esercito cecoslovacco e successivamente, all'età di 24 anni, entrò nel Liceo Arcivescovile di Praga, gestito dai gesuiti.

### Ingresso nella Compagnia di Gesù (1928-1937)
Dopo aver concluso la sesta classe, dal 1928 al 1930 trascorse il noviziato nella Compagnia di Gesù a Velehrad e contemporaneamente si preparò  per l’esame di maturità, che superò con lode.  Il 15 agosto 1930 prese i voti a Velehrad. Nel 1930-32 studiò filosofia nella città belga di Eegenhoven e dal 1932 al 1936 teologia a Innsbruck (Austria).  Il 26 luglio 1935 fu ordinato sacerdote. Pochi giorni dopo celebrò la sua Prima Messa Solenne nella Chiesa di Sant'Ignazio (kostel sv. Ignáce) di Praga e nella Chiesa di Tutti i Santi (kostel Všech svatých) di Bratronice. Subito dopo gli esami finali, nel 1936-37, fu inviato a Paray-le-Monial, in Francia, per il terzo anno di noviziato (terza probazione) e dopo la formazione tornò in patria.

### Il sacerdozio e l'apostolato della stampa (1937-1941)
Dal 1937 Kajpr visse e lavorò presso la comunità di Sant’Ignazio a Praga, dove adempieva ai propri doveri monastici, si occupava del ministero cristiano e teneva gli esercizi spirituali.  Insegnò filosofia cristiana nella Scuola Teologica Arcivescovile di Praga,  (1940-1941). La sua attività  principale fu nel settore della stampa. Divenne editore di quattro riviste dell'ordine religioso, alle quali portò anche il suo personale contributo: Revival (Obrození) (1939-1940), Gioventù (Dorost) (1939-1940), Nuove direzioni (Nové směry) (1940-1941) e il Messaggero del Sacro Cuore di Gesù (Posel Božského Srdce Páne) (1937-1941).
Nel 1939 il giornale Gioventù (Dorost) destò i risentimenti degli occupanti poiché nella prima pagina vi era un fotomontaggio nel quale Cristo-Eracle trionfava sul cane a tre teste Cerbero, tradizionale custode della gente nel regno delle tenebre e della morte. Nella bocca di questo collaboratore di morte era disegnata una svastica,  simbolo nazista.
I redattori Alois Koláček S.I.e Adolf Kajpr S.I. furono più volte ammoniti dalla Gestapo. Nel marzo 1940 Koláček fu arrestato e ad aprile fu bloccata la pubblicazione della rivista  Gioventù (Dorost). Kajpr, tuttavia, aveva molto a cuore i giovani e iniziò a pubblicare senza l'approvazione delle autorità il volantino Nuove direzioni (Nové směry). Incoraggiò i suoi lettori alla fede, alla speranza e all'autentico patriottismo.
Ricordava che l'unica vera Guida dell'umanità è Cristo e che il cristiano dovrebbe stare dalla parte dei difensori del bene, della giustizia, dell'uguaglianza di tutti i popoli e le nazioni anche se ama la propria patria.  Proprio per questi motivi nel febbraio del 1941 si oppose ai collaboratori dei tedeschi che si appellavano a San Venceslao per giustificare l'adesione del popolo ceco al Terzo Reich. Ciò attirò l'attenzione della Gestapo che bloccò la pubblicazione del volantino.

### Nei campi di concentramento nazisti (1941-1945)
Il 20 marzo 1941, Kajpr fu arrestato per articoli "feroci" e "pieni d'odio" contro il Reich. All'inizio fu imprigionato a Pankrác, poi nel campo di concentramento di Terezín, con una "pausa" in cui fu assegnato al lavoro forzato nell'unità esterna di Nová Huť (ora Nižbor) vicino Beroun per la costruzione di un edificio e un giardino adibito a scopo ricreativo per la Gestapo.
Dopo una permanenza temporanea nel carcere di Pankrác fu trasferito nel settembre 1941 nel campo di concentramento di Mauthausen dove gli fu assegnato il lavoro nella terribile cava di pietra. Nel maggio 1942 fu deportato a Dachau; qui sopravvisse fino alla fine della guerra nel cosiddetto "Blocco dei sacerdoti" dove dovette lavorare anche alla costruzione della "Piantagione". Rimase, comunque, sempre in contatto con i gesuiti di Praga.
Il 29 aprile 1945 fu liberato da campo di Dachau e meno di un mese dopo, il 21 maggio 1945, Kajpr fu trasportato in patria nella comunità di Sant'Ignazio a Praga. Il 12 agosto 1947 ricevette due onorificenze dal Presidente della Repubblica.

### Ritorno all’attività sacerdotale e redazionale (1945-1950)
Il 15 agosto 1945 Kajpr prese il quarto voto e divenne professore alla Compagnia di Gesù. Fu un famoso predicatore e tenne esercizi spirituali e di rinnovamento spirituale. Riprese la pubblicazione della rivista Gioventù (Dorost). Divenne editore esecutivo del periodico Il Cattolico: giornale di cultura e vita nella fede (Katolík: list pro kulturu a život z víry) che divenne, insieme alla predicazione, il pulpito principale dal quale negli anni dal 1945 al 48 diffuse il Vangelo, il suo concetto di vita cristiana, di apostolato e la percezione del presente.
La rivista ebbe una grande influenza sul modo in cui i credenti percepivano lo sviluppo della Cecoslovacchia del dopoguerra, dove si stava manifestando il crescente potere del Partito comunista. Lo stesso Kajpr era un uomo di pensiero marcatamente sociale. Tuttavia, la necessità di contestare il marxismo-leninismo era dovuta al periodo storico. Avvisò apertamente che qualsiasi umanesimo ateo avrebbe portato in modo ineluttabile a campi di concentramento, prigioni, esecuzioni e a molte altre forme di persecuzione. Già nel febbraio 1948, il periodico Il Cattolico fu dichiarato contro lo Stato e reazionario e ne fu revocato il permesso di stampa, facendone così cessare la pubblicazione.
Kajpr si dedicò in seguito solo all'opera pastorale, nelle sue omelie rafforzò la fede degli ascoltatori e continuò nella polemica contro il materialismo e la critica marxista della religione.

### Arresto e carcere comunista (1950-1959)
Il 14 marzo 1950 Kajpr fu arrestato per mandato di Alexej Čepička, Ministro di Giustizia e Presidente dell'Ufficio di Stato per gli affari ecclesiastici. Si voleva dimostrare agli Ordini religiosi che la chiesa è un nemico socialmente pericoloso con cui era necessario confrontarsi. 
Il processo avrebbe dovuto anche intervenire contro tutti gli ordini religiosi maschili (la cosiddetta "Azione K"). Kajpr fu scelto per la sua fama e la sua critica dell'ideologia e pratica comunista.
Come fu con i nazisti, anche i comunisti lo arrestarono per gli articoli "sediziosi" contro il sistema democratico popolare, a causa delle prediche "sovversive" e "spionaggio" a favore del Vaticano. Il processo ebbe luogo dal 31 marzo al 5 aprile 1950 detto causa Machalka e soci. Kajpr lo affrontò in modo coraggioso, sobrio e veritiero. Fu riconosciuto colpevole di tradimento e condannato a 12 anni di prigione e ad altre pene aggiuntive.
Dopo la condanna, Kajpr fu imprigionato a Pankrác, poi a Mírov, Valdice e infine a Leopoldov in Slovacchia. Le testimonianze dei suoi compagni di prigionia parlono della profonda fede e umile devozione di Kajpr, dei suoi interventi spirituali destinati ai sacerdoti imprigionati, delle esortazioni inviate segretamente ai laici, degli esercizi, della preparazione segreta dei novizi della Compagnia di Gesù, della vita con i gesuiti incarcerati, dei rapporti con i carcerieri e i compagni di prigionia , delle lezioni e discussioni di filosofia, liturgia, letteratura e altro.

### La morte in odore di santità (1959)
Il 13 settembre 1959 fu colpito da infarto durante il lavoro. Fu trasportato all'ospedale della prigione. Il 17 settembre 1959 Kajpr subì un secondo infarto e morì all’età di 57 anni. La direzione della prigione, in accordo con le autorità superiori, decise di seppellirlo in un cimitero locale in una tomba indicata solo con il suo numero. Fu solo durante la Primavera di Praga, un periodo di temporanea distensione politica, che il suo corpo fu riesumato, il 24 ottobre 1968, trasferito a Praga e il 25 ottobre fu deposto in una tomba a Vyšehrad.
Il processo giudiziario fu più volte rivisto negli anni successivi. Il tribunale cambiò più volte la propria decisione in base alle circostanze politiche. L'ultima parola fu pronunciata il 16 dicembre 1993, quando la corte decise che Kajpr doveva essere riabilitato giudiziariamente, perché era stato privato della libertà in modo illegale. Fu così dichiarato innocente.
Kajpr fu membro della Compagnia di Gesù per 31 anni e per 24 sacerdote. Per la sua fede in Cristo e per la fedeltà alla Chiesa fu imprigionato per 12,5 anni e in conseguenza di ciò morì.

## Fama di martirio e santità

### Fama di martirio
La richiesta di beatificazione  è iniziata già dalla morte di Kajpr. Lo stesso Papa Giovanni Paolo II lo presentò come uno dei religiosi che, anche nelle condizioni dei campi di concentramento nazisti e della prigionia, aveva dato "un esempio di grande dignità, vivendo nelle virtù cristiane" (26 aprile 1997), disse inoltre che "morì in odore di santità" (20 maggio 1995).
Nel corso del tempo i suoi colleghi e confratelli, altri testimoni e successivamente studiosi hanno gradualmente espresso la loro insigne testimonianza sulla vita di Kajpr. Presentiamo qui tre esempi, ulteriori si possono trovare nel libro Cristianesimo massimo (Maximální křesťanství).
Václav Feřt S.I. (sacerdote, già Superiore di Kajpr), 1959: "Un uomo credente di cuore e molto devoto, predicatore appassionato e scrittore originale, editore coraggioso e onesto patriota. [...] La sua vita, e in particolare la sua vita sacerdotale, fu davvero un sacrificio di espiazione. Più di metà della sua vita sacerdotale, così prolifica, fu vissuta in prigione [...] Il fuoco che gli ardeva nel cuore non fu mai spento. Lo consumò sull'altare sacrificale. E io credo che il nostro caro Padre Kajpr, da questo fuoco purificatore di cui fu vittima per anni, sia passato, come fedele confessore in Cristo, nel fuoco luminoso dello Spirito Santo e dell'amore di Dio e con gli altri santi e beati che ci hanno preceduto verso il Signore, sia il nostro potente intercessore. Riposa in pace e intercedi per noi!"
Jan Formanek S.I. (sacerdote coetaneo di Kajpr nell'Ordine), 1978: "Il rispetto per questo Padre si diffonde non solo tra i suoi confratelli, ma anche tra coloro che lo hanno conosciuto grazie alla sua attività apostolica dal pulpito di Sant'Ignazio o come un fantastico redattore della rivista per i giovani Gioventù (Dorost),  del mensile cattolico Messaggero del Sacro Cuore di Gesù (Posel Božského Srdce Páne) e in seguito anche come giornalista cattolico e redattore del settimanale Il Cattolico (Katolík)".
Richard Cemus S.I. (sacerdote, professore di teologia), 2013: "La storia di Kajpr è la testimonianza a favore di Cristo fino all'estremo. Un tale martirio non è solo storia: ancora oggi non ha perso nulla della sua luminosità, grandezza e dell'attualità di questa vocazione". Tutti coloro che lo conobbero concordarono all'unanimità nella loro testimonianza che Kajpr visse e morì "in fama sanctitatis et fama martyrii (in odore di santità e martirio)".

### Il processo di beatificazione
Nell'autunno del 2017 Arturo Sosa S.I., preposito generale della Compagnia di Gesù accolse la richiesta del preposito della provincia ceca Josef Stuchlý S.I. e diede il consenso all'avvio del processo di beatificazione di Adolf Kajpr.
Per la prima fase, che si tiene a livello diocesano, il prof. Vojtěch Novotný della Facoltà teologica cattolica dell'Università Carolina, presentò all'arcivescovo di Praga una richiesta affinché fosse avviata un'indagine sulla vita e il martirio del servitore di Dio Adolf Kajpr. L'indagine iniziò il 22 settembre 2019 con la sessione solenne e con la deposizione delle reliquie nella chiesa di Sant'Ignazio a Praga.

## Pensiero ed opere: il servitore della Parola di Dio

### Predicatore e redattore
Una delle caratteristiche che distinguevano Kajpr era la capacità di essere "al servizio della Parola di Dio", ovvero portare con gioia la Parola di Gesù Cristo e la sua opera con diverse forme di predicazione. Fu in grado di mostrare come può essere la comunione dell’uomo in Cristo, il cui altro nome è la Chiesa, vissuta nella vita di tutti i giorni e come dovrebbe manifestarsi nelle azioni umane. Seppe leggere i segni del tempo e mostrare che "il messaggio di Cristo ha una risposta valida e bella a tutte le domande, anche le più scottanti" e che "tutti gli eventi quotidiani rimangono per l'eternità".
Realizzava le sue prediche soprattutto in forma di sermoni: era conosciuto come un predicatore abile, sbalorditivo, eccellente, "potente nelle parole" (cfr. Luca 24,19). L'altro campo della sua attività fu la redazione di riviste dell'Ordine, alle quali contribuiva lui stesso, in particolare nel periodo del dopoguerra, con il giornale Il Cattolico: giornale di cultura e vita nella fede.

### Temi
Come affermato sopra, il punto centrale della predicazione di Kajpr è stato quello di incentrare l'intera vita umana in Cristo. Per vivere questo tipo di vita l'uomo deve partecipare alla Santa Messa ed è quindi chiamato a rendere testimonianza a Cristo e a Dio, sia nella parola che nella vita, in modo che i suoi contemporanei lo comprendano il più possibile. Secondo il modello divino è necessario familiarizzare con i bisogni e le sofferenze umane.
Il credente è invitato a partecipare alla vita della società, ad impegnarsi in essa, ad essere consapevole degli eventi come essere pensante e cristiano. Il compito della stampa cristiana non è solo di informare, ma anche di plasmare.
Kajpr dimostrò anche amore per la sua patria, sempre in linea con il cristianesimo. Tra tutte le direzioni dello Stato valorizzò la democrazia essendo comunque consapevole delle sue debolezze. Sottolineò l'incoerenza di esse con il cristianesimo e i pericoli di perdere la dignità umana quando il sistema politico diverge da Dio.
Kajpr non trascurò il significato della Vergine Maria.
Gli estratti dei testi Kajpr sui singoli temi sono trattati sul sito web della Chiesa di Sant'Ignazio di Praga.

### Letteratura
- NOVOTNÝ, Vojtěch. Ministerium verbi: Sermone su Adolf Kajpr sulla Santa Messa, le ultime cose terrene dell'uomo e sui vari aspetti della fede. (Ministerium verbi: Kázání Adolfa Kajpra o mši svaté, o posledních věcech člověka a o rozličných aspektech víry). Praga: Karolinum, 2017.
- Novena sul padre di Adolf Kajpr: (5 luglio 1902–17 settembre 1959) (Novéna o otci Adolfu Kajprovi: (5. 7. 1902 – 17. 9. 1959)). Selezione e organizzazione a cura di Michal Altrichter. Olomouc: Casa editrice Centro Aletti Refugium Velehrad-Roma, 2017.
- NOVOTNÝ, Vojtěch. Cristianesimo massimo: Adolf Kajpr S.I. e il giornale Il Cattolico (Maximální křesťanství: Adolf Kajpr SJ a list Katolík). Praga: Karolinum, 2012.
- PAVLÍK, gen. In memoria dei gesuiti defunti, nati in Boemia, Moravia e nella Regione della Moravia-Slesia dal 1814. (Vzpomínky na zemřelé jezuity, narozené v Čechách, na Moravě a v moravském Slezsku od roku 1814). Olomouc: Refugium Velehrad-Roma, 2011, pp. 341–347.
- KAJPR, Adolf. La testimonianza dei tempi. (Svědectví doby) Praga: Česká křesťanská akademie, 1993.